# Guillermo González Camarena
Pour les articles homonymes, voir Camarena (homonymie).
Guillermo González Camarena, né le 17 février 1917 à Jalisco (Mexique) et mort le 18 avril 1965 à Veracruz (Mexique), est un ingénieur mexicain et l'inventeur d'un système de télévision en couleur dès août 1940. Il fait partie des pionniers qui ont marqué l'Histoire des techniques de télévision.

## Biographie

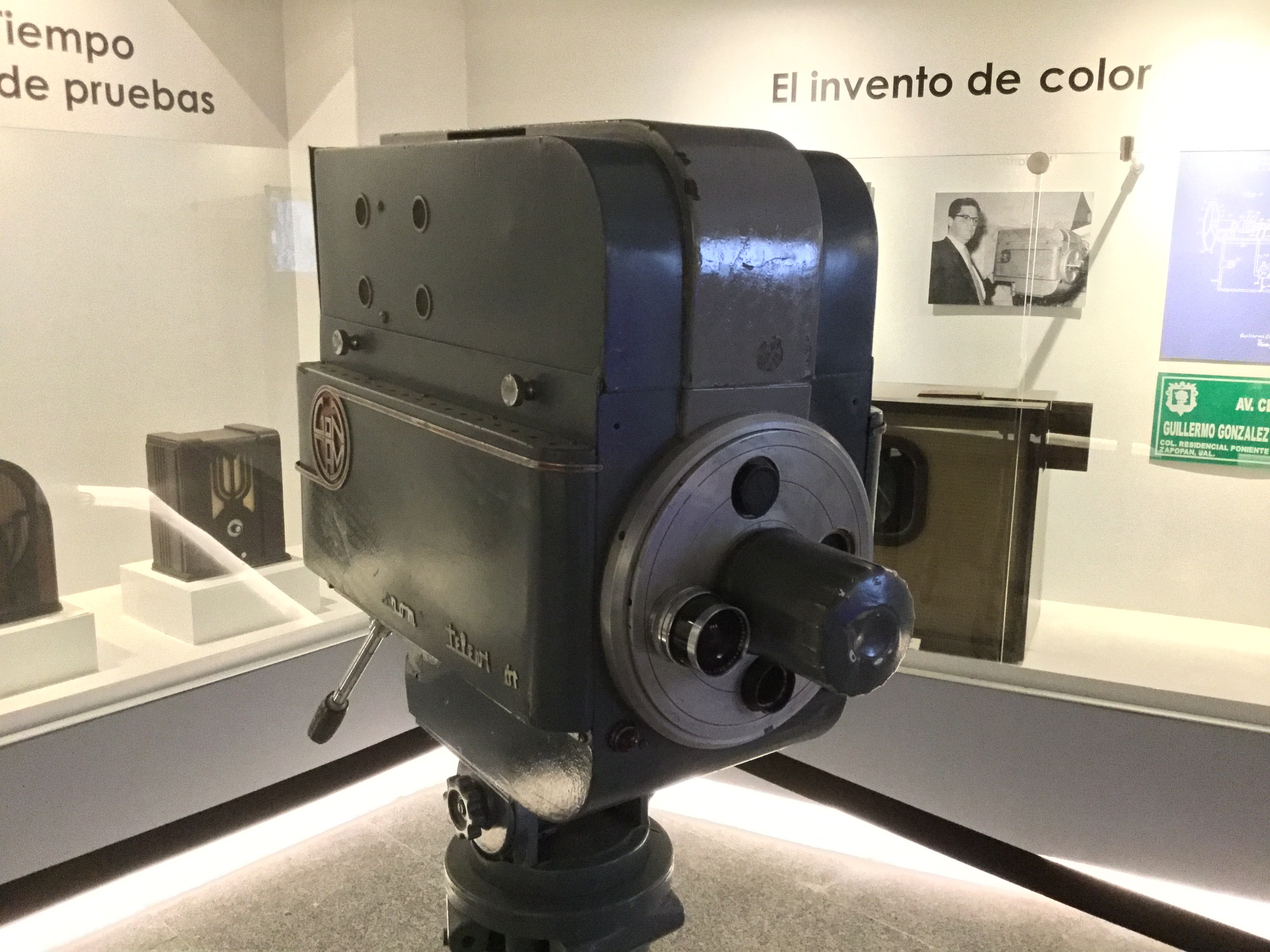
Caméra GonCam pour l'Adaptateur chromoscopique de l'appareil de télévision.

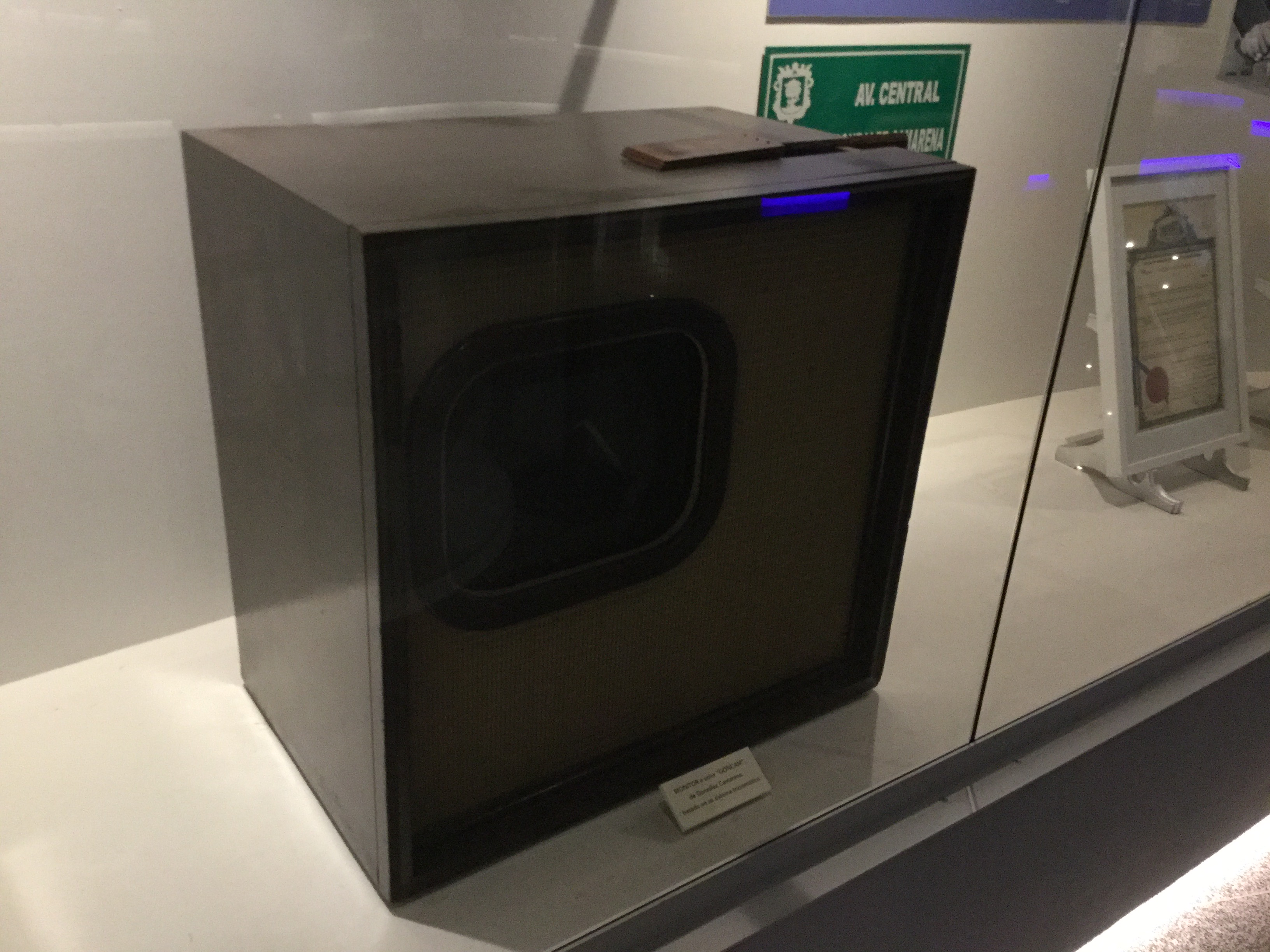
Téléviseur du système inventé par González Camarena.

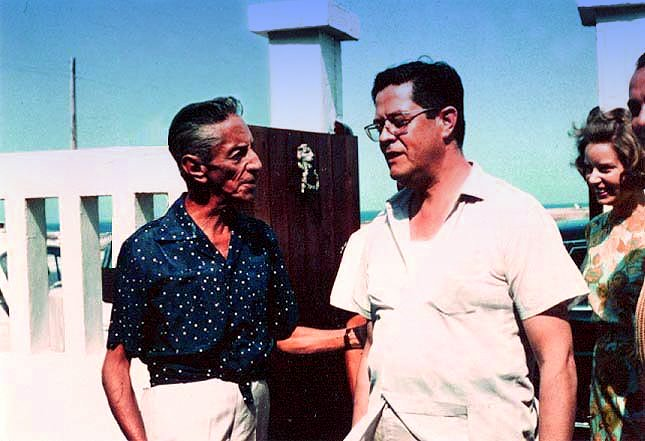
Guillermo González Camarena (à droite) et Agustín Lara en 1965.

González Camarena a été directeur et directeur général de la chaîne de télévision mexicaine XHGC-TV jusqu'à sa mort en 1965. En février 1963, XHGC est devenue la première station au Mexique à émettre en couleurs ; son premier programme en couleur fut Infantil de Paraíso (« Le Paradis des enfants »). Le Mexique est le quatrième pays dans le monde, derrière les États-Unis, Cuba et le Japon, à avoir diffusé des émissions de télévision en couleur.

### Vie privée
Guillermo  González Camarena a entretenu une liaison avec la chanteuse canadienne française Alys Robi qui connaissait dans les années 40 un immense succès en Amérique latine (Mexique, Brésil, Argentine etc.) avec son répertoire de chansons sud-américaines. Il lui offrit des cadeaux princiers comme un pur-sang arabe et un magnifique yacht qu'il baptisa le Miss Canada Dry en l'honneur de la star qui ne buvait dit-on, que du ginger ale avant de la demander en mariage. Malheureusement, la diva qui collectionnait les échecs amoureux refusa de l'épouser lui avouant qu'elle était déjà mariée, « à sa carrière ».